# PSA Airlines
PSA Airlines (скорочено PSA) — регіональна авіакомпанія Сполучених Штатів Америки, що базується в Міжнародному аеропорту Дейтона імені Джеймса М.Коксу, Вандалія (Огайо), США . Компанія працює під торговою маркою (брендом) US Airways Express магістральної авіакомпанії US Airways і повністю належить авіаційному холдингу US Airways Group.
PSA Airlines містить бази екіпажів повітряних суден в Ноксвілл (Теннессі), Шарлотт (Північна Кароліна), Дейтоні (штат Огайо) і в Регіональному аеропорту Акрон-Кантон (Грін, штат Огайо).

## Історія
Авіакомпанія PSA Airlines була заснована в 1979 році з початковою назвою Vee Neal Airlines за іменем свого власника Ві Нілу Фрея (англ. Vee Neal Frey) і почала пасажирські перевезення з міста Латроуб, штат Пенсільванія. 1 травня 1980 року були введені регулярні рейси між Латроубом і Піттсбургом, польоти виконувалися на літаках Cessna 402.
У грудні 1983 року авіакомпанія змінила свою назву на Jetstream International Airlines (JIA), відбивши тим самим недавнє придбання двох турбогвинтових літаків Handley Page Jetstream. Наступного року штаб-квартира авіакомпанії була перенесена з Латроуба в місто Ері (Пенсильванія).
26 вересня 1985 року відбулося злиття двох регіональних авіакомпаній Jetstream International Airlines і Piedmont Airlines, 1 серпня наступного року JIA стає повністю дочірньою компанією холдингу, а в листопаді 1987 року сам холдинг був придбаний магістральної авіакомпанією USAir (згодом US Airways).
З 1 липня 1988 року JIA продовжила виконання комерційних авіаперевезень під торговою маркою (брендом) USAir Allegheny Commuter з транзитного Міжнародного аеропорту Філадельфії. Дещо пізніше бренд регіональних авіаперевізників Allegheny Commuter був змінений на існуючий в даний час US Airways Express , а 1 листопада 1995 року з метою захисту торгової марки колись великої регіональної авіакомпанії Західного узбережжя США Pacific Southwest Airlines (також придбаної USAir) назва Jetstream International Airlines було змінено на PSA Airlines.

## Флот
Станом на лютий 2009 року повітряний флот авіакомпанії PSA Airlines становили такі літаки:
На лютий 2009 року середній вік повітряних суден PSA Airlines становив 4,75 років.